# Зъбати китове
Зъбатите китове (Odontoceti) са подразред едри бозайници от разред Китоподобни (Cetacea). Той включва 11 съвременни семейства с над 70 вида. За разлика от останалите китоподобни - беззъбите китове - зъбатите имат зъби, а не специализирани рогови образувания - балени.

## Класификация
Подразред Зъбати китове (Odontoceti)
- Надсемейство Delphinoidea
  - Семейство Delphinidae: Делфинови
  - Семейство Monodontidae: Нарвали
  - Семейство Phocoenidae: Морски свине
- Надсемейство Inioidea
  - Семейство Iniidae: Амазонски речни делфини
  - Семейство Pontoporiidae: Лаплатски речни делфини
- Надсемейство Platanistoidea
  - Семейство Platanistidae: Южноазиатски речни делфини
  - Семейство †Squalodontidae
- Надсемейство Lipotoidea
  - Семейство Lipotidae: Китайски речни делфини
- Надсемейство Physeteroidea
  - Семейство Kogiidae: Кашалоти джуджета
  - Семейство Physeteridae: Кашалотови
- Надсемейство Ziphioidea
  - Семейство Ziphidae: Клюномуцунести китове